# Eu (Sena Marítimo)
Eu es una localidad y comuna de Francia, situada en la región de Normandía, en el departamento de Sena Marítimo (en fr. Seine-Maritime). Tiene un área de 17,93 km² con una población de 7 495 habitantes y una densidad de 418 hab/km².
Eu forma parte, junto con Le Tréport y Mers-les-Bains, de un mismo conglomerado urbano conocido como «trois villes sœurs» (las 'tres ciudades hermanas') que está a caballo de dos departamentos y dos regiones distintas.
Situada al norte del departamento, cuenta con un territorio con forma de protuberancia en la orilla derecha de la Bresle, un río cuya desembocadura se encuentra a 4 km en Le Tréport.
Su nombre, uno de los más cortos del francés, está relacionado con el del río que lo atraviesa: antes de llamarse La Bresle era conocido durante la Edad Media bajo el nombre de Ou, más tarde Eu. Sus orígenes se encuentra en el germánico awa ('agua' en español, en francés eau) , y cercano al latino aqua.

## Demografía
| 3 380 | 3 230 | 3 219 | 3 467 | 3 977 | 3 739 | 4 370 | 4 019 | 4 156 | 4 416 | 4 168 | 3 899 | 4 379 | 5 105 | 4 989 | 4 693 | 4 818 | 5 398 | 5 743 | 5 651 | 5 817 | 5 963 | 5 617 | 5 655 | 5 540 | 6 343 | 7 029 | 8 079 | 8 626 | 8 588 | 8 344 | 8 081 | 7 495 |
| Para los censos de 1962 a 1999 la población legal corresponde a la población sin duplicidades (Fuente: INSEE [Consultar]) |       |       |       |       |       |       |       |       |       |       |       |       |       |       |       |       |       |       |       |       |       |       |       |       |       |       |       |       |       |       |       |       |

## Historia
El condado de Eu se creó en el año 996, por Ricardo, sobrino de Rollon (uno de los jefes vikingos conquistadores de Normandía), para su hijo ilegítimo Godofredo de Brionne (en francés: Godefroi, le Comte de Brionne) con el objetivo de proteger Normandía.
En 1050, el duque Guillermo de Normandía (futuro Guillermo el Conquistador), se casó en Eu con Matilde de Flandes.
En 1180, Laurentius O'Toole, arzobispo de Dublín, que buscaba encontrarse con Enrique II de Inglaterra (rey de Inglaterra y Duque de Normandía) en Ruan. Cae enfermo en Eu, donde fallece. Será beatificado en 1186 y canonizado en 1225. La colegiata, cuyos trabajos de construcción empezaron en 1186, lleva el nombre de Notre-Dame-et-Saint-Laurent. Sant Laurent es el patrón del pueblo de Eu y una parte de sus reliquias se conservan todavía en la colegiata.
En 1430, Juana de Arco, hecha prisionera en Compiègne por los ingleses, es conducida a Ruan pasando por Eu, donde dormirá una noche.
El rey de Francia Luis Felipe de Orleans residió en numerosas ocasiones en el castillo de Eu, propiedad de la familia de Orléans.

## Monumentos y lugares de interés
Eu es una bonita localidad muy buen cuidada con casas nobles y mucho encanto.
- Castillo (Château) de estilo renacimiento con un parque y un museo:
  - Castillo construido por Catherine de Clèves y Enrique I de Guisa (Duque de Guisa) a finales del siglo XVI.
  - Museo Luis Felipe, creado en 1973: destacan la decoración de Viollet le Duc, los espectaculares parqués de madera, los techos y la colección del Brasil imperial.
  - Parque del Castillo, creado por Le Nôtre, que diseñó los jardines de Versailles.
- Colegiata de Notre-Dame y Saint-Laurent, destacan sus órganos y la cripta del siglo XII.
- Hôtel-Dieu.
- Museo sobre la cultura del vidrio: máquinas antiguas, historia del vidrio.
- Bosque: El bosque de Eu se extiende a lo largo de 9.300 hectáreas.
- Restos arqueológicos: yacimiento del Bois-l'Abbé: templos, teatro y termas.
- El jardín botánico privado de 15 hectáreas de extensión Jardin Jungle Karlostachys.